# Лайтила
Ла́йтила (фин. Laitila [ˈlɑitilɑ], швед. Letala) — город в провинции Исконная Финляндия в губернии Западная Финляндия.

## История
Поселение основано в 1868 году, а статус города усвоен в 1986 году. В городе проживает 8 425 жителей (2010); территория составляет 545,36 км², а плотность населения — 13,65 чел./км².

## Достопримечательности
- Дом Поукка и «Каттесен Киви» («камень зависти»), представляющие выставку Pali-Muni местной поэтессы Хели Лааксонен.
- Церковь Святого Михаила построена в позднем готическом стиле 1480-х годов из серого гранита с тремя нефами и красивыми настенными росписями.
- Старинная деревня Унтамала близ города находится на своем месте, как уверяют историки, в течение уже 2 тысяч лет. Центр археологии Унтамала. В центре деревни расположена красивая деревянная церковь Святого Петра, а на кладбище интересный памятник — «Kalevanpojan viikatteentikku». Деревенский дом Вентола служит местом художественных выставок, летом работает кафе и магазин рукодельных изделий.
- Летняя выставка в доме Кустаа Хиекка.
- Музей закрытого двора Кауппила. Музей имеет общенациональное значение. Расположен в деревне Коуккела в 5 км от центра.

## Экономика
- В 1973 году Ярмо Лайне была основана компания Laitilan Metalli Laine Oy, ставшая основой современного машиностроительного завода. Компания представляет всю гамму круглопильного оборудования, рубительные машины, режущий инструмент, а также продукты для лесозаготовительной отрасли.[6]
- В 1975 году основана компания Naval — крупнейший в мире производитель цельносварной шаровой арматуры. Вхождение в состав всемирно известного концерна Flow Serve значительно укрепило позиции Naval OY, особенно при участии в тендерах международного масштаба.[7]
- С 1993 года в городе действует фирма Tommi Laine Trading Oy (исполнительный директор — Томми Лайне), поставляющая современное оборудование по распиловке древесины. Предприятие расположено в самом центре города Лайтила, в производственных корпусах площадью 2000 м².[8]
- Действует завод по производству безалкогольных напитков.

## Города-побратимы
- Хэррюда (швед. Härryda (commune)), Швеция
- Выру, Эстония